# Szczecinek
Szczecinek (ⓘ, deutsch Neustettin, niederdeutsch Nien Stettin) ist eine Stadt in der polnischen Woiwodschaft Westpommern. Sie ist Sitz des Powiats Szczecinecki sowie der gleichnamigen Landgemeinde, der sie aber nicht angehört. 

## Geographie

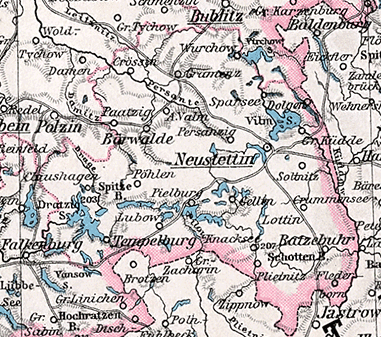
Neustettin östlich von Polzin und Bärwalde und nordöstlich von Tempelburg auf einer Landkarte von 1905

### Lage
Die Stadt liegt in Hinterpommern, im Zentrum der Draheimer Seenplatte (Pojezierze Drawskie), in einer Höhe von 135 m über dem Meeresniveau, etwa 60 km südsüdöstlich von Köslin (Koszalin) und 140 km ostnordöstlich von Stettin.
Südwestlich grenzt die Stadt an den Streitzigsee (poln. Trzesiecko), nordöstlich an den Vilmsee (Jezioro Wielimie). Die Seen sind durch den 2,3 km langen, kanalisierten Nisedop-Bach (poln. Nizica oder Niezdobna) verbunden.

### Stadtgliederung
Stadtteile und -viertel der Stadt Szczecinek sind:

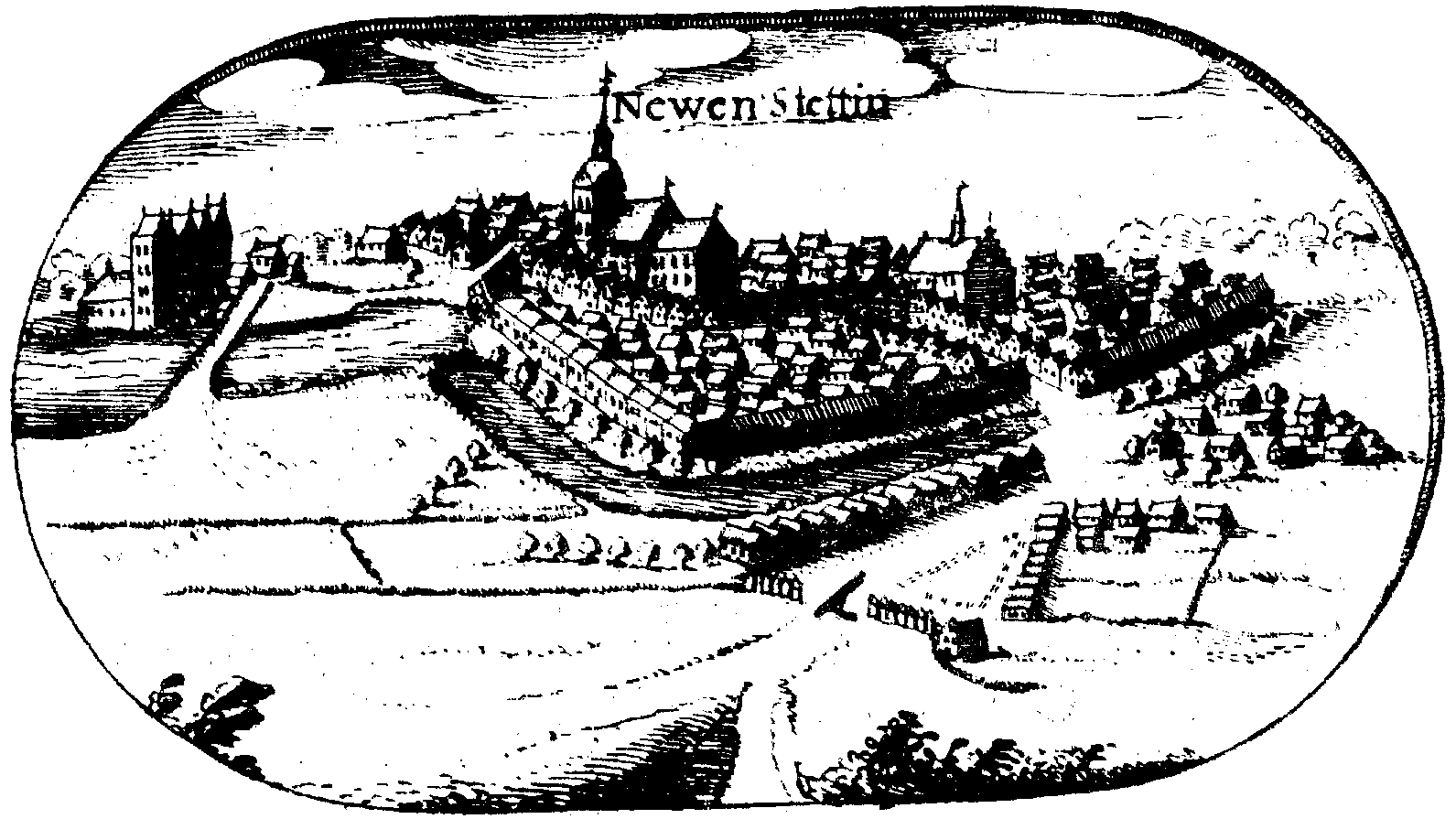
Neustettin um 1618 nach der Lubinschen Karte

Stadtpanorama von Neustettin, Lithographie aus der Zeit vor 1846

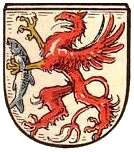
Neustettiner Wappen im Königreich Preußen

| - Bugno (Bügen) - Chyże (Kietz) - Czarnobór (Stadtwald) - Opoczyska (Steinthal) - Raciborki (Schönthal) | - Świątki (Marienthron) - Trzesieka (Streitzig) - Osiedle Zachód - Marcelin (Horngut) |

## Geschichte

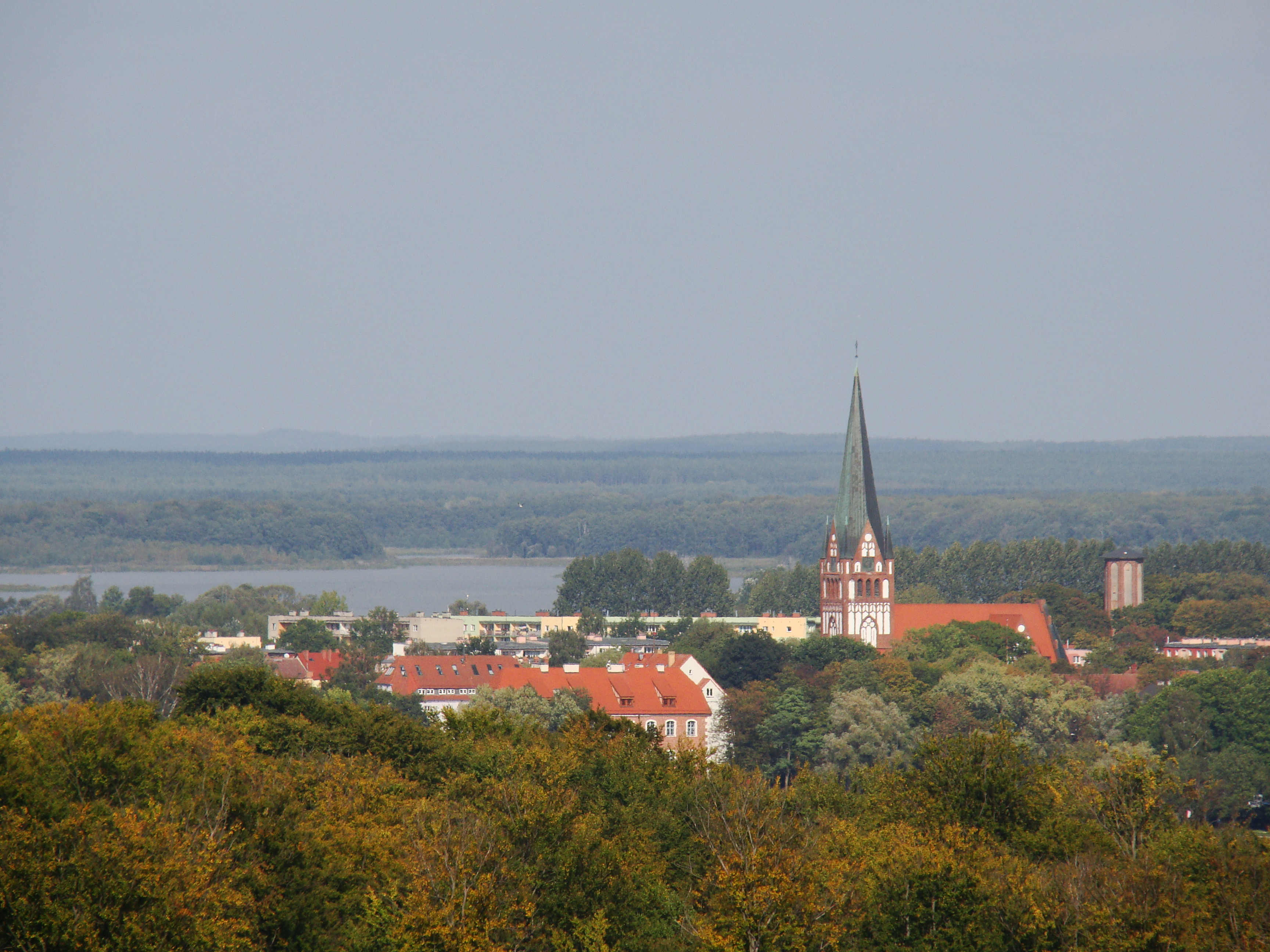
Luftbild der Stadt

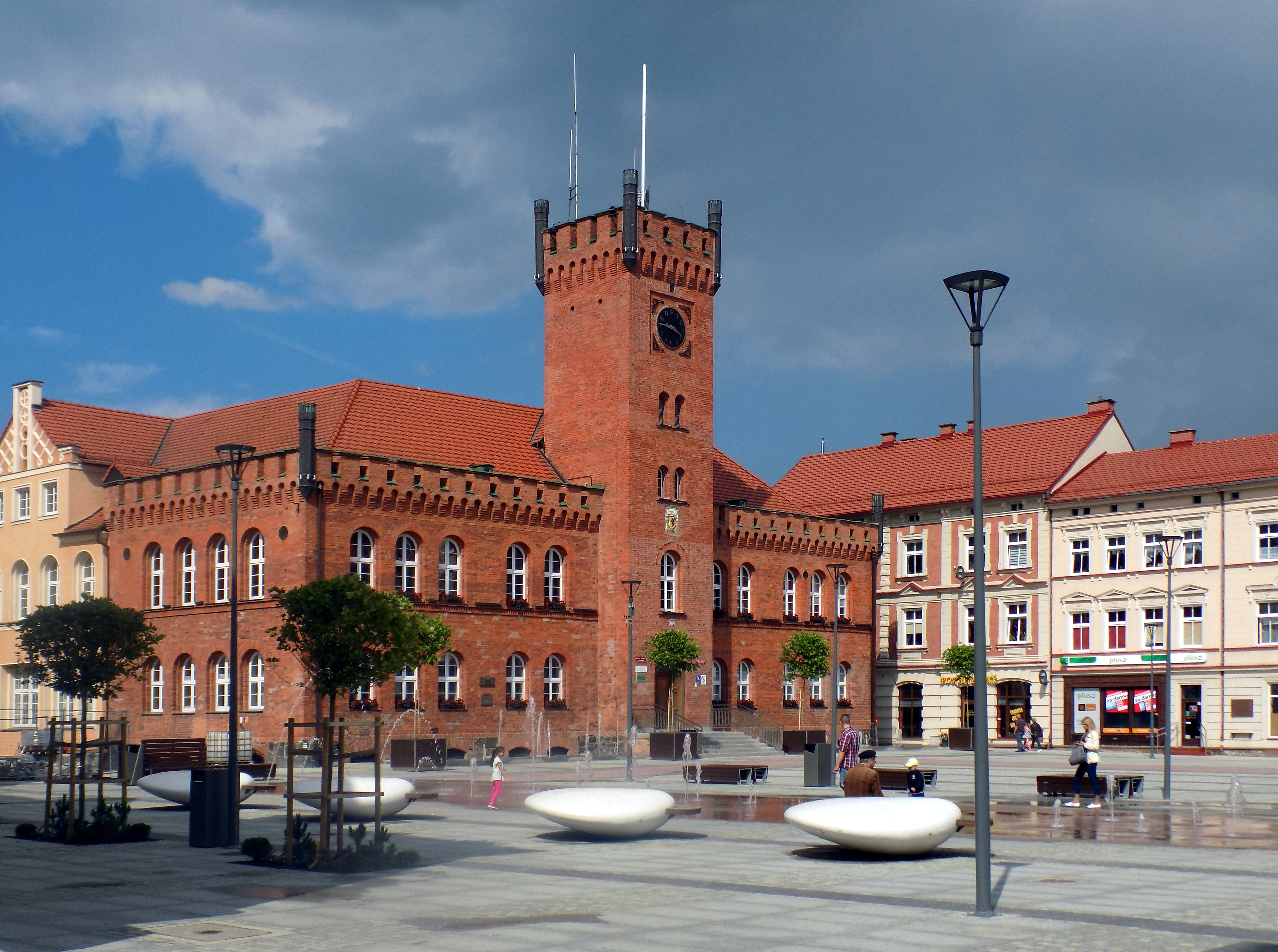
Rathaus

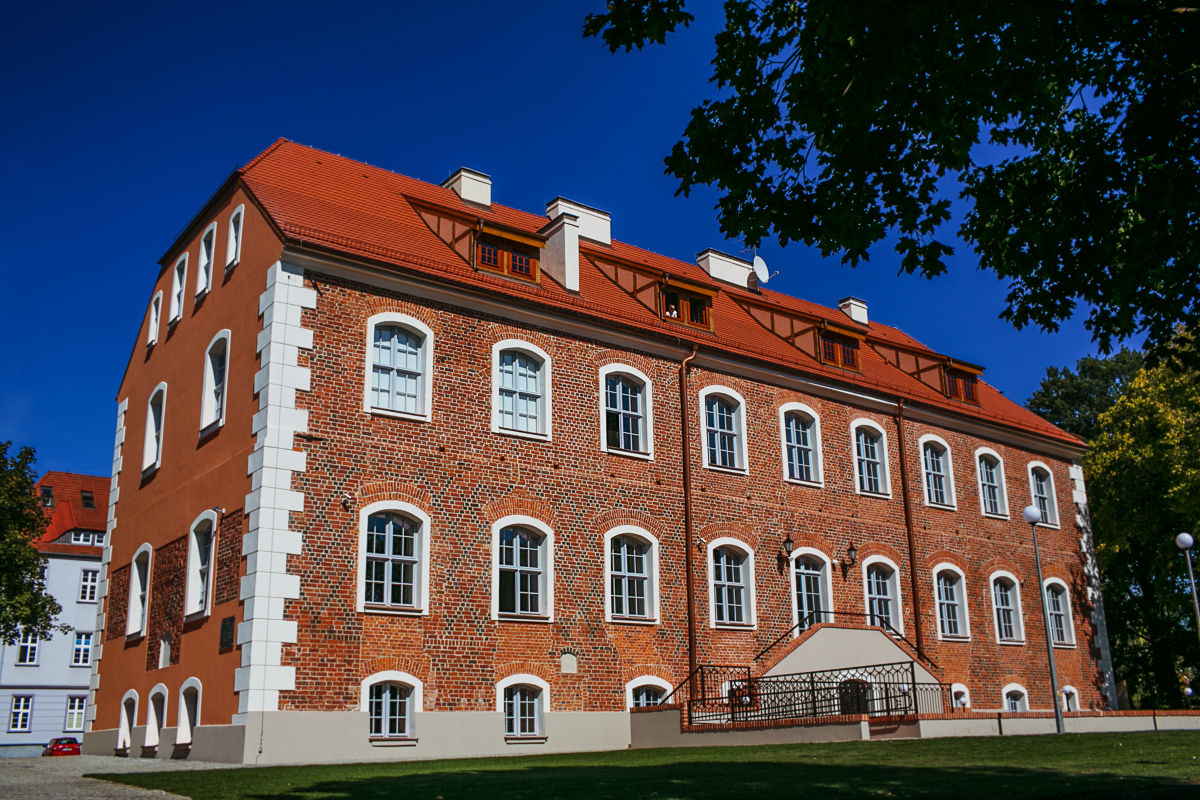
Pommernschloss

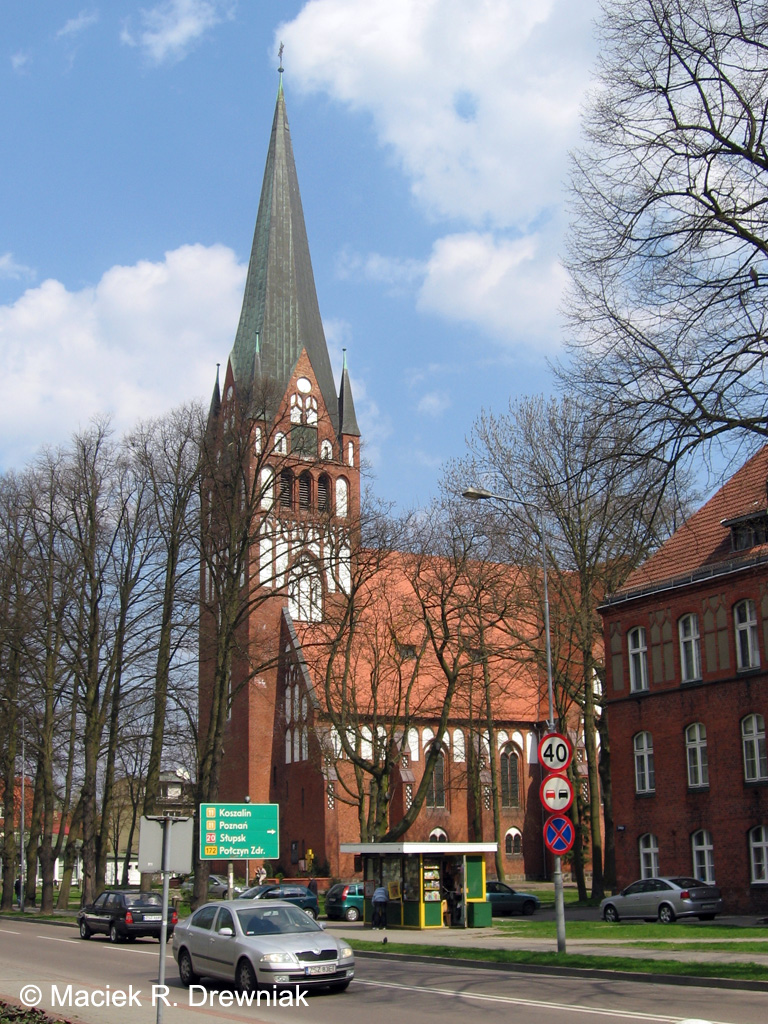
Stadtpfarrkirche St. Marien

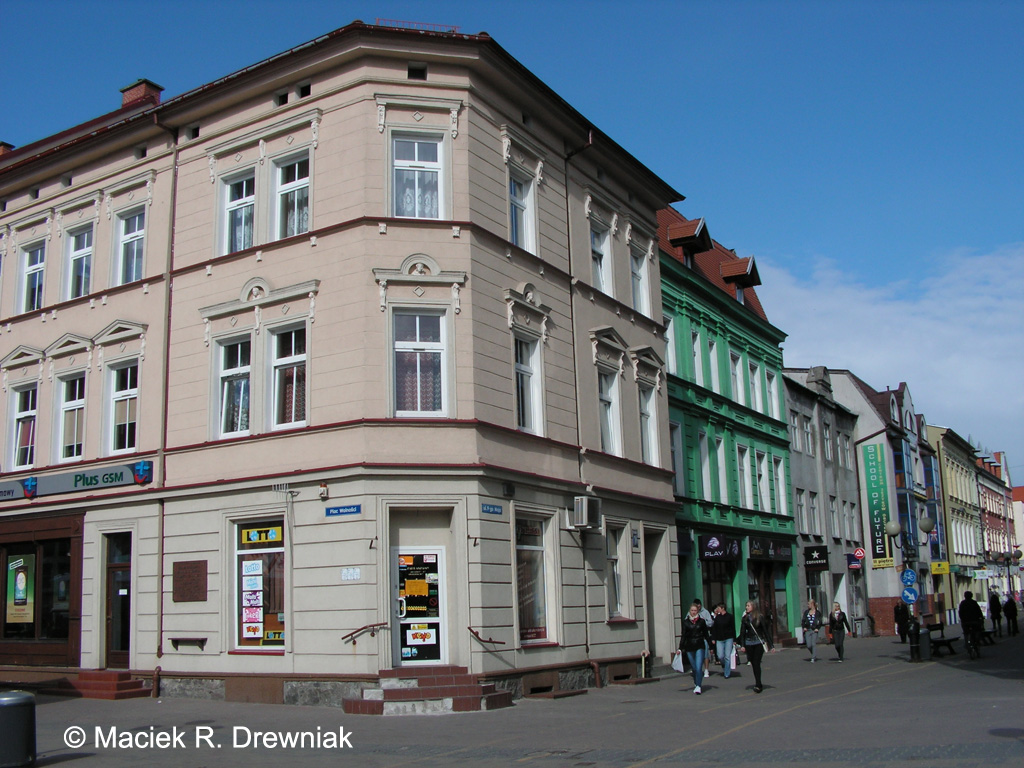
Stadtzentrum

Nach dem pommerschen Geschichtsschreiber Micrälius sind die Stadt Neustettin und das Schloss im Jahr 1309 von Herzog Wartislaw IV. von Pommern-Wolgast zur Befestigung des Landes an der polnischen Grenze erbaut worden, auch zum Schutz gegen die unter Markgraf Waldemar expandierende Mark Brandenburg.
Nach einer Inschrift, die 1769 in der abgebrochenen Kirche in Neustettin gefunden wurde, ist Neustettin von Herzog Wartislaus IV. im Jahr 1313 nach dem Muster der an der Oder gelegenen Hauptstadt Stettin angelegt worden (daher wohl der Name Neustettin). Er verlieh der Stadt das Lübische Stadtrecht.
Wegen der günstigen Lage brauchten zur Befestigung der Stadt nur ein Wall und Palisaden errichtet zu werden.
Nachdem Wartislaw IV. im Jahr 1326 gestorben war, regierten seine drei Söhne Bogislaw V., Barnim IV. und Wartislaw V., die zunächst unter Vormundschaft standen, ab 1341 das Herzogtum Pommern-Wolgast gemeinsam. Bei der Aufteilung im Jahr 1368 erhielt Bogislaw V. den östlichen Teil mit der Stadt Neustettin; diese überließ er anschließend als Abfindung ohne Landeshoheit seinem jüngsten Bruder Wartislaw V. Im Jahr 1356 wurde Neu-Stettin von der Beulenpest heimgesucht. Zum Dank für das Abebben der Seuche gründeten die Herzöge das Kloster Marienthron, das auf dem Mönchsberg am Südende des Streitzigsees errichtet wurde.

### Herzogtum
Unter Herzog Wartislaw VII. (Sohn Bogislaws V.) wurde Neustettin von 1376 bis 1395 Sitz des gleichnamigen Herzogtums. Danach gehörte Neustettin nacheinander zu den pommerschen Teilherzogtümern Rügenwalde (bis 1418), Wolgast (bis 1474) und Stettin (bis 1618).
Am 15. September 1423, dem „großen Tag von Neustettin“, kamen in Neustettin die pommerschen Herzöge, der Hochmeister des Deutschen Ordens und der nordische Unionskönig Erich I. zusammen, um Maßnahmen gegen das Bündnis von Brandenburg und Polen zu verabreden. 1461 wurde Neustettin von polnischen Truppen und Tataren überfallen, weil sich Polenkönig Kasimir am Pommernherzog Erich II. rächen wollte, der Polen im Kampf gegen den Deutschen Orden im Stich gelassen hatte. Neustettin wurde geplündert und gebrandschatzt.
In den Jahren 1540 und 1547 erlitt die Stadt große Feuersbrünste, die sich 1682 und 1696 wiederholten und die Stadt abermals verwüsteten.
Die ersten Nachrichten über das Bestehen einer Schule in Neustettin gehen auf das Jahr 1570 zurück. Es gab damals einen „Scholemeister“ zu Neustettin, der zugleich „Köster“ in Küdde war, von dort bezog er sein Einkommen. Im Jahre 1590 waren bereits zwei Lehrer an der Schule zu Neustettin, von denen der zweite den Amtsnamen Cantor führte und später auch Schulmeister genannt wurde.
1579 wurde die St.-Nicolai-Kirche erbaut, zum größten Theil aus den Bausteinen des abgebrochenen, nahe gelegenen Klosters Marienthron.
1591 wurde die Rutze, Ehefrau des Neustettiner Bürgermeisters Augustin Rutze, Opfer der Hexenverfolgungen in Neustettin. Jakob von Kleist ließ sie „wegen Hexerei nicht allein gefänglich einziehen, sondern auch zu unterschiedlichen Malen auf die Reckebank legen und sie fast zu Tode peinigen. Diese Tortur dauerte mit Unterbrechungen fast ein ganzes Jahr.“ Nachdem der Bürgermeister geklagt hatte, erging erst am 22. Juni 1592 an Kleist das herzogliche Mandat, „daß er sich alles Richtens zu enthalten hätte“.
1602, 1636, 1653 und 1657 wurde die Stadt von der Pest heimgesucht und wiederholt entvölkert. Nach der letzten Feuersbrunst erhielt die Stadt von Kurfürst Friederich III. Zuschüsse für den Wiederaufbau der Häuser sowie eine fünfjährige Befreiung von allen Abgaben und Lasten. Während des Dreißigjährigen Krieges (1618–1648) war die Stadt Durchzugsort für die kämpfenden Heere; die Bevölkerung der Stadt verarmte.
Pommernherzog Philipp II. ließ nach dem Tod von Herzog Bogislaw XIII. im Jahr 1606 für dessen Witwe Anna (geborene Herzogin von Holstein), seine zweite Ehefrau, das Schloss in Neustettin (auch Ritterhaus genannt) in einen bequemeren Wintersitz umbauen. Herzog Ulrich ließ das lang zerstörte Schloss wieder aufbauen und machte es bis zu seinem frühen Tod zu seiner Residenz. Seine Witwe Hedwig gründete 1640 die später nach ihr benannte Fürstin-Hedwig-Schule.

### Preußen
Nachdem der letzte pommersche Herzog Bogislaw XIV. im Jahr 1637 gestorben war, fiel Hinterpommern und damit Neustettin nach dem Dreißigjährigen Krieg im Jahr 1653 an Brandenburg-Preußen.
Um eine Ausdehnung der Stadt zu ermöglichen, wurde 1778 der Vilmsee und 1867 der Streitzigsee abgesenkt. Der 10,300 Morgen große Vilmsee wurde auf Anordnung Friedrichs des Großen auf Staatskosten auf 9 Fuß abgelassen, wodurch über 4000 Morgen Wiesen trockengelegt wurden. Von den trockengelegten Wiesen und Äckern erhielt jeder Hausbesitzer 1 Vorland, 1 Seewiese und 1 Vilmbruchs-Wiese als freies Eigentum und außerdem zum Ankauf einer Kuh ein Geschenk von 10 Talern.
Mit der preußischen Verwaltungsreform und der Einführung der Städte-Ordnung vom 19. November 1808 wurde die städtische Verwaltung Neustettins neu geordnet. Neben dem Bürgermeister, dem Kämmerer und vier Ratsmännern, die zusammen das Magistrats-Kollegium bildeten, wurden 24 Stadtverordnete gewählt, die gemeinsam über alle Gemeinde-Angelegenheiten zu bestimmen hatten. Zusätzlich wurde für jeden der 4 Stadtbezirke ein Vorsteher bestellt. 1818 wurde die Stadt Verwaltungssitz des neu geschaffenen Landkreises Neustettin.
Ab 1878 wurde die Stadt Eisenbahnknotenpunkt. Die Bevölkerungszahl nahm daraufhin stetig zu (siehe Einwohnerentwicklung) und neue Industrie siedelte sich in der Stadt an. Es entstanden weitläufige Stadtrandsiedlungen, und die Stadt wuchs schnell.
Nach Hetzreden des Berliner „Radauantisemiten“ Ernst Henrici am 14. Februar setzte der Pöbel am 18. Februar 1881 die Neustettiner Synagoge in Brand. 1883 folgte ein Prozess gegen örtliche Juden als vermeintliche Brandstifter, die in der Berufungsverhandlung 1884 aber freigesprochen wurden. Am 17./18. Juli 1881 fanden in Neustettin gewalttätige antisemitische Ausschreitungen statt, nachdem Henrici erneut in der Stadt gesprochen hatte. Am 8. März 1884 erfolgten im Anschluss an den gerichtlichen Freispruch der angeklagten Juden erneut Übergriffe gegen die jüdische Bevölkerung.

### 20.Jahrhundert
Am Anfang des 20. Jahrhunderts hatte Neustettin eine evangelische Kirche, eine Synagoge, ein Gymnasium, Maschinenfabrikation, Filzwaren-, Backhefe-, Seifen- und Spiritusfabrikation, Eisengießereien, holzverarbeitende Betriebe, eine Reichsbanknebenstelle, eine Oberförsterei und war Sitz eines Amtsgerichts.
Um 1930 hatte die Gemarkung der Stadt Neustettin eine Fläche von 51,3 km², und im Stadtgebiet standen zusammen 1083 Wohnhäuser an zwölf verschiedenen Wohnorten:
1. Forsthaus Stadtwald
2. Friedrichshof
3. Haltestelle Stadtwald
4. Horngut
5. Karolinenthal
6. Liepenhof
7. Neustettin
8. Restaurant Mauseinsel
9. Restaurant Seeblick
10. Schönthal
11. Steinthal
12. Vorwerk Bügen

Im Jahr 1925 wurden 15.501 Einwohner gezählt, darunter 443 Katholiken und 147 Juden, die auf 3.873 Haushaltungen verteilt waren.
Während des Zweiten Weltkriegs gab es in der Stadt zwei Zwangsarbeiterlager.
Gegen Kriegsende setzten Truppen der 2. Weißrussischen Front der Roten Armee die deutsche Garnison mit 3000 Soldaten fest und nahmen Neustettin ein. Die sowjetische Kommandantur setzte als neuen Bürgermeister zunächst Gustav Pergrande ein. Dieser wurde bald darauf verhaftet und durch den Buchhalter Findelking ersetzt, der gleichfalls bald verhaftet wurde. Nach Einstellung der Kampfhandlungen wurde Neustettin zusammen mit Hinterpommern seitens der sowjetischen Besatzungsmacht der Volksrepublik Polen zur Verwaltung überlassen. Anschließend wurde die Stadt von der polnischen Administration in Szczecinek umbenannt. Danach begann allmählich die Zuwanderung polnischer Migranten, die zum Teil aus Gebieten östlich der Curzon-Linie kamen, wo sie der polnischen Minderheit angehört hatten.
Letzter Verwalter der deutschen Bevölkerung der Stadt war Albert Schulz. Der noch anwesende Teil der ortsansässigen Bevölkerung der Stadt wurde in dem westlichen Stadtteil hinter der Infanteriekaserne zusammengefasst und nach und nach von der örtlichen polnischen Verwaltungsbehörde vertrieben, wofür Bahntransporte mit Güterwaggons eingesetzt wurden.

### Demographie
| Jahr | Einwohnerzahl | Anmerkungen                                                                |
| ---- | ------------- | -------------------------------------------------------------------------- |
| 1740 | 01.342        | [ 22 ]                                                                     |
| 1782 | 01.545        | davon 36 Juden                                                             |
| 1794 | 01.691        | davon 30 Juden                                                             |
| 1812 | 01.749        | keine Katholiken, 39 Juden                                                 |
| 1816 | 02.000        | davon 19 Katholiken und elf Juden                                          |
| 1831 | 03.239        | davon 33 Katholiken, 129 Juden                                             |
| 1843 | 04.054        | davon 16 Katholiken, 163 Juden                                             |
| 1852 | 05.118        | davon 32 Katholiken, 257 Juden                                             |
| 1861 | 05.820        | davon 32 Katholiken, 348 Juden                                             |
| 1871 | 06.580        | [ 23 ]                                                                     |
| 1875 | 06.937        | [ 24 ]                                                                     |
| 1880 | 08.604        | [ 24 ]                                                                     |
| 1885 | 08.389        | [ 24 ]                                                                     |
| 1890 | 08.695        | davon 188 Katholiken, 355 Juden                                            |
| 1905 | 10.785        | darunter (im Jahr 1900) 151 Katholiken und 264 Juden                       |
| 1910 | 11.175        | davon 318 Katholiken und 198 Juden                                         |
| 1925 | 15.487        | davon 14.786 Evangelische, 443 Katholiken, 14 sonstige Christen, 147 Juden |
| 1933 | 16.078        | davon 15.388 Evangelische, 482 Katholiken, ein sonstiger Christ, 108 Juden |
| 1939 | 18.689        | davon 17.175 Evangelische, 710 Katholiken, 152 sonstige Christen, 53 Juden |

Anzahl Einwohner der Stadt in graphischer Darstellung:
Bis 1945 war der überwiegende Bevölkerungsanteil evangelisch (zwischen 90 und 95 %), nach 1945 war der vorherrschende Anteil der jetzt polnischen Bevölkerung katholisch.
Die Einwohnerzahl der Juden (grün), Katholiken (schwarz) und sonstiger Christen (grau)

### Gedenkstätten zur Erinnerung an die Vertreibung der einheimischen Bevölkerung
Auf dem Friedhof von Szczecinek (dem ehemaligen evangelischen Friedhof von Neustettin) haben polnische Bürger und Schüler des Lyzeums der Stadt (im Gebäude des früheren „Fürstin-Hedwig-Gymnasiums“) eine Gedenkstätte zur Erinnerung an die Deutschen, die hier lebten und starben, errichtet. Gräber vor 1945 sind hier nicht mehr erhalten, jedoch sind noch 120 alte deutsche Grabsteine vorhanden, die einen separaten Platz auf dem Friedhof gefunden haben.
In der Parkanlage am See Trzesiecko (Streitzigsee) in Szczecinek wurde 2008 ein Gedenkstein für die ehemaligen deutschen Bewohner der Stadt und des Kreises Neustettin errichtet, der der Erinnerung, der Völkerverständigung und dem Frieden zwischen Deutschen und Polen dienen soll.
Im Juni 2010 begingen die polnischen Bewohner gemeinsam mit ehemaligen deutschen Einwohnern der Stadt die 700-Jahr-Feier von Neustettin/Szczecinek. Die ehemaligen deutschen Bewohner schrieben ihre Erinnerungen an die Feier und ihre Geschichte in der Schriftreihe Mein Neustettiner Land (2/2010) nieder. Darin wurde auf die 1910 durchgeführte 600-Jahr-Feier der Stadt hingewiesen.

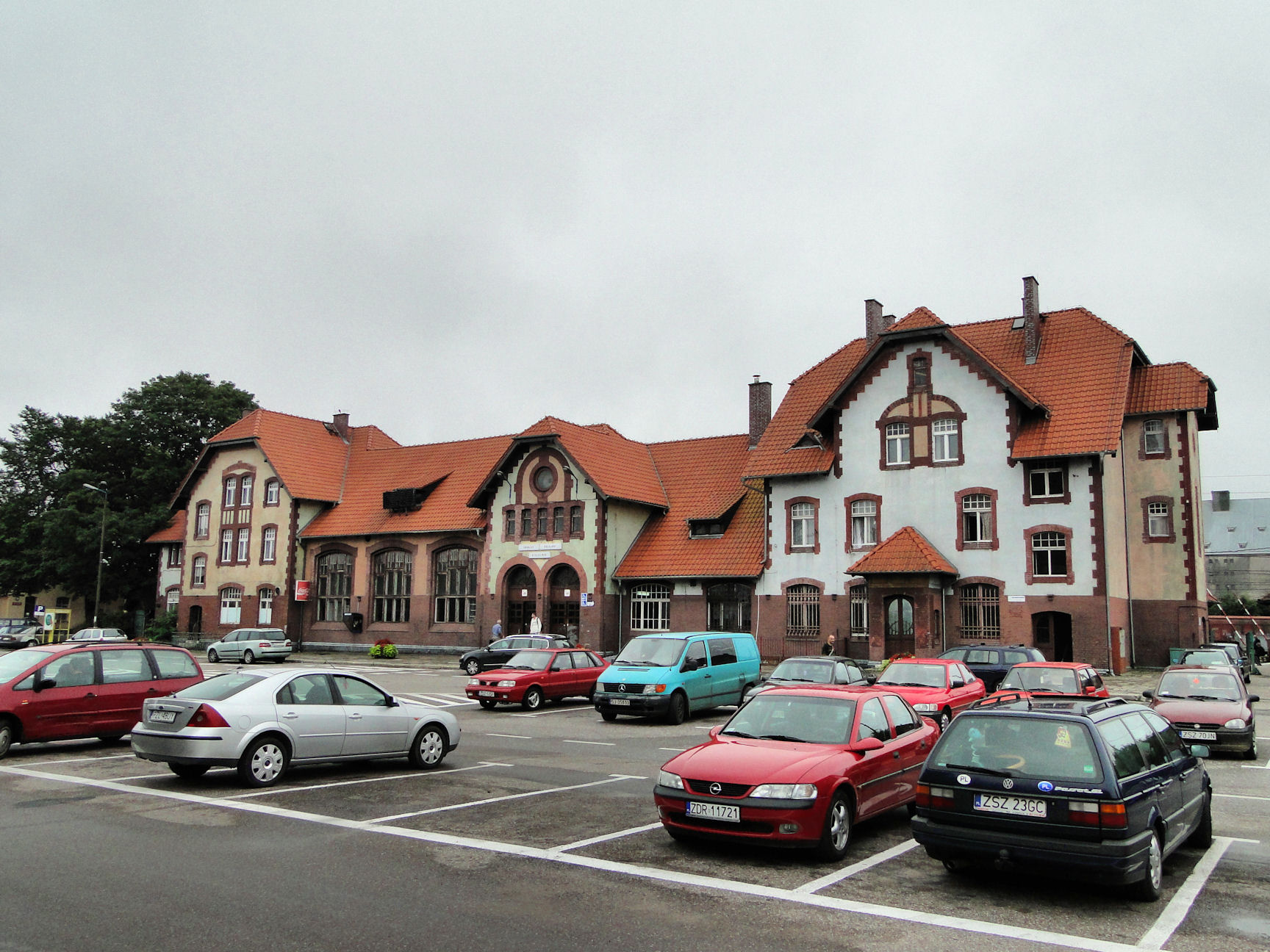
Bahnhof Szczecinek

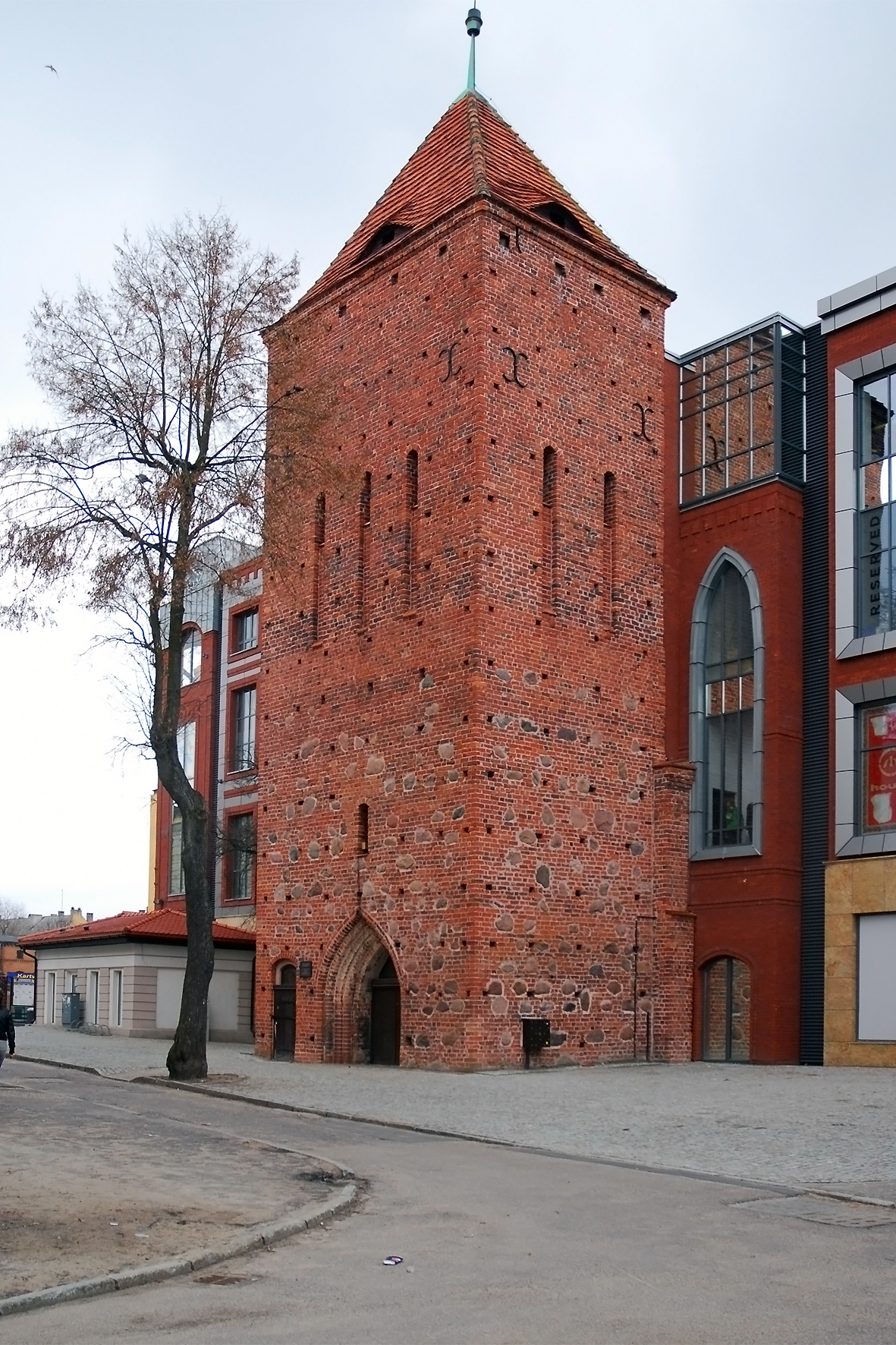
Nikolaiturm

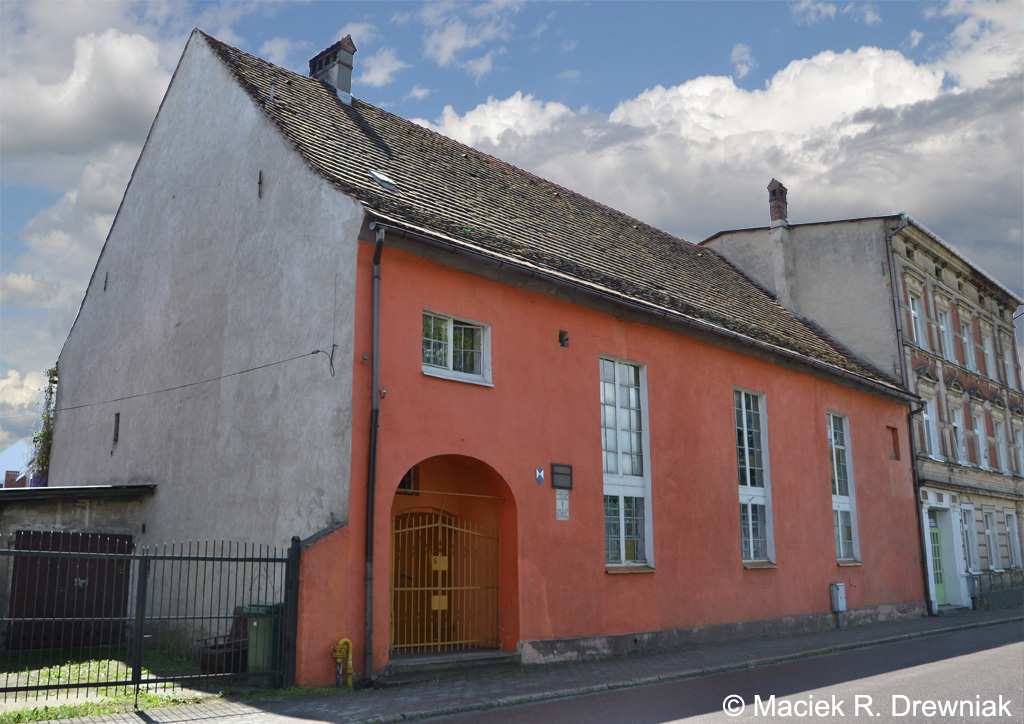
Orthodoxe Kirche der Heiligen Dreifaltigkeit

## Verkehr
Die Stadt liegt am Schnittpunkt der Landesstraße 11 Koszalin (Köslin) – Posen und DK 20 Stargard (Stargard in Pommern) – Gdynia (Gdingen). Von Połczyn-Zdrój (Bad Polzin) besteht eine direkte Straßenverbindung über die Woiwodschaftsstraße 172.
In Szczecinek kreuzen sich die Bahnstrecken Piła–Ustka (Schneidemühl–Stolpmünde), Chojnice–Runowo Pomorski (Konitz–Ruhnow) und Szczecinek–Kołobrzeg (Neustettin–Kolberg). Vom Bahnhof verkehren Regionalzüge nach Kołobrzeg (Kolberg), Chojnice (Konitz), Koszalin (Köslin), Posen, Runowo (Ruhnow), Stettin und Słupsk (Stolp). Die Fernverkehrszüge der PKP nach Gdynia (Gdingen), Kattowitz, Kołobrzeg (Kolberg) und Krakau halten hier ebenfalls.
Des Weiteren gibt es einen städtischen Busverkehr und einige Linien in die Umgebung. Der ÖPNV der Stadt ist seit September 2019 kostenlos.
Auf dem Trzesiecko besteht ein regelmäßiger Linienverkehr (Tramwaj Wodny) mit zwei aus Deutschland stammenden Schiffen, der Bayern (Starnberg, Bj. 1923) und der Księżna Jadwiga (Neckarsulm, Bj. 1967).

## Städtepartnerschaften
- Bergen op Zoom (Niederlande)
- Neustrelitz (Deutschland)
- Noyelles-sous-Lens (Frankreich)
- Söderhamn (Schweden)

## Sehenswürdigkeiten

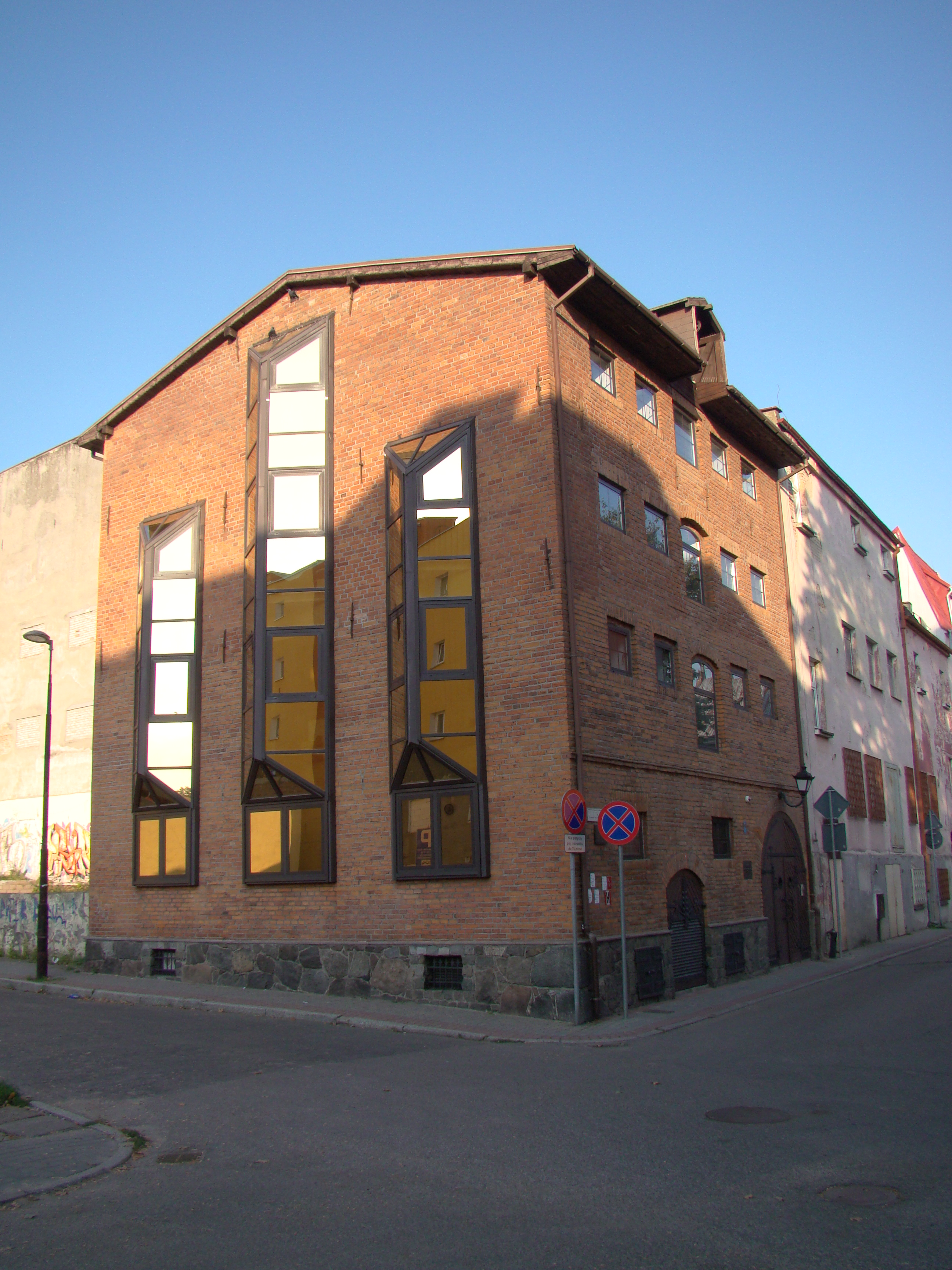
Modern ausgebauter Getreidespeicher (Aufnahme von 2014)

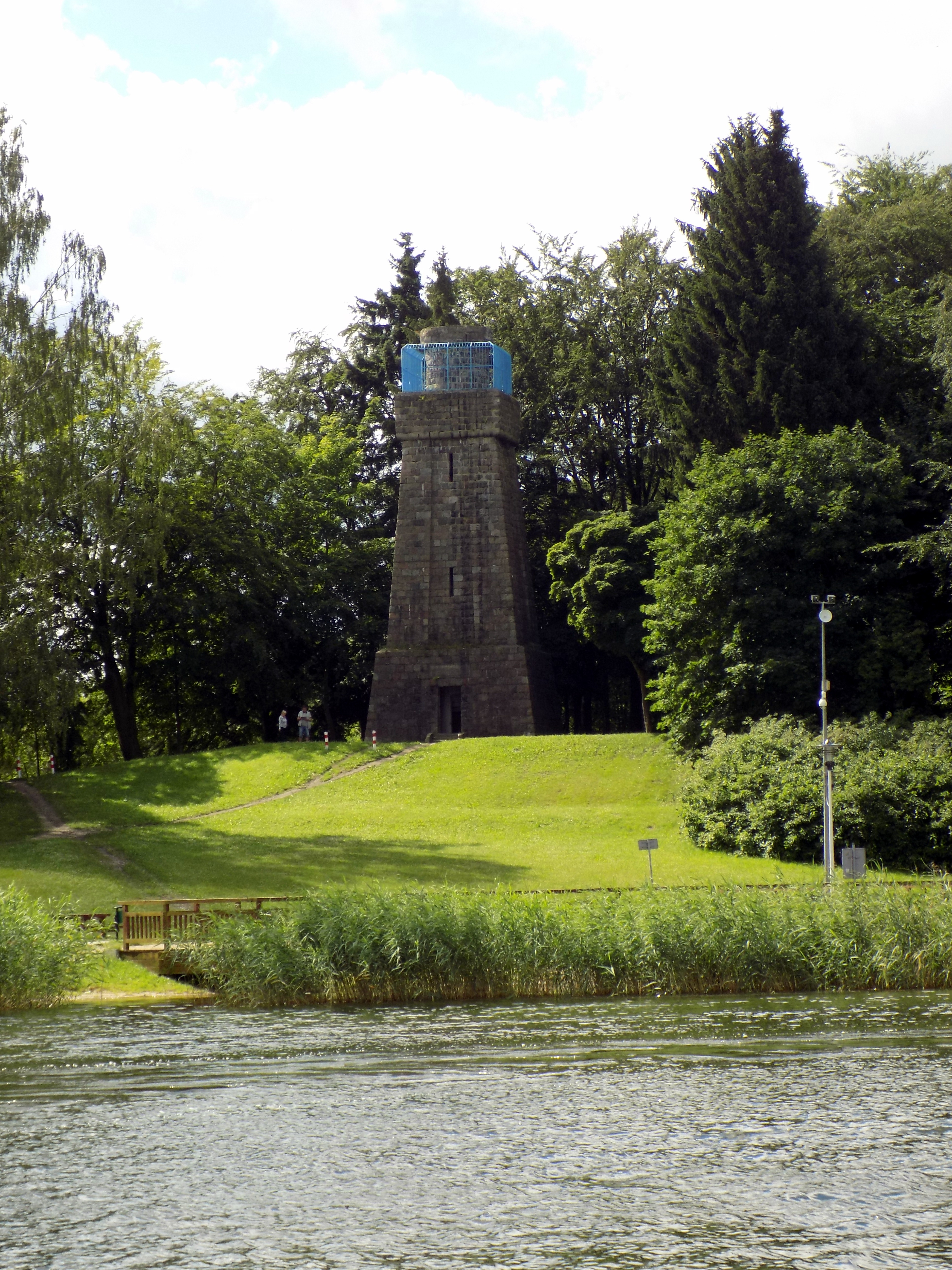
Bismarckturm am Streitzigsee

- Das Schloss der pommerschen Herzöge wurde in der ersten Hälfte des 14. Jahrhunderts an Stelle einer früheren slawischen Festung errichtet und im 16., 19. und 20. Jahrhundert umgebaut. Nach Restaurierung von 2011 bis 2013 wurde das Schloss am 14. September 2013 als Kultur- und Konferenzzentrum neu eröffnet.
- Die heutige katholische Stadtpfarrkirche St. Marien ist ein neugotischer Backsteinbau, der von 1905 bis 1908 als Evangelische Neue Nikolaikirche mit einem 78 Meter hohen Frontturm erbaut wurde. Sie ersetzte die fast vollständig abgebrochene spätgotische St.-Nikolai-Kirche, von der einige Ausstattungselemente (Epitaphe) in den Neubau übernommen wurden.
- Einziger erhaltener Teil der alten St.-Nikolai-Kirche ist der Nikolaiturm aus dem 16. Jahrhundert, der heute als Regionalmuseum genutzt wird.
- Rathaus von 1852 im von Karl Friedrich Schinkel beeinflussten neugotischen Stil, ähnlich dem von 1829 bis 1832 erbauten Rathaus Kolberg.
- Stadtpark
- Bismarckturm am Streitzigsee, eingeweiht am 31. März 1911
- Denkmal im Stadtpark für die Toten Neustettins, eingeweiht am 6. September 2008; die Inschrift lautet in deutscher und polnischer Sprache „Zum Gedenken an unsere Toten aus der Stadt und dem Landkreis Neustettin“.[34]
- Die Orthodoxe Kirche der Heiligen Dreifaltigkeit in der ul. Szkolna 6 wurde 1824 als Synagoge erbaut. Sie überstand die Novemberpogrome 1938 aufgrund ihrer Randlage und ihres unauffälligen Aussehens und wird seit 1952 von der Polnisch-Orthodoxen Kirche genutzt.
- Gebäude der ehemaligen städtischen Schule (ul. Szkolna)
- Getreidespeicher, ul. Gen. Józefa Sowińskiego 4
- Getreidespeicher in der ul. Junacka
- Gebäude des ehemaligen Stadtamts (ul. 3. Maja)

## Persönlichkeiten

### Ehrenbürger
- Karl Tuempel (1855–1940), Lehrer am Fürstin-Hedwig-Gymnasium, veröffentlichte zur Geschichte Neustettins

### Söhne und Töchter der Stadt
- Lorenz Christoph von Somnitz (1612–1678), kurbrandenburgischer Beamter und Diplomat
- Franz Albert Schultz (1692–1763), deutscher evangelischer Theologe, Rektor des Collegium Fridericianum
- Franz Christoph von Manteuffel (1701–1759), deutscher Offizier, zuletzt Oberst und Regimentschef
- Johann Daniel Denso (1708–1795), deutscher Sprach- und Naturwissenschaftler und Gymnasiallehrer
- Gottlieb Ludwig Wilhelm Grapow (1787–1874), preußischer Generalmajor und Mitglied der Artillerieprüfungskommission
- Wilhelm Hencke (1797–1860), preußischer Generalmajor und Kommandeur des 30. Infanterie-Regiments
- Friedrich Jacob Behrend (1803–1889), deutscher Mediziner, Oberarzt der Sittenpolizei in Berlin
- Lothar Bucher (1817–1892), deutscher Publizist und Berater Otto von Bismarcks
- Clara Bülow (1822–1914), deutsche Schriftstellerin
- Hermann von Kameke (1822–1900), preußischer Generalmajor und Kommandant von Diedenhofen
- Paul von Gersdorf (1835–1915), deutscher Geistlicher der katholisch-apostolischen Kirche
- Hermann Ziemer (1845–1908), deutscher Philologe, Gymnasialprofessor in Kolberg
- Gustav Behrend (1847–1925), deutscher Mediziner
- Erich Zweigert (1849–1906), deutscher Politiker, Oberbürgermeister von Essen
- Karl Buhrow (1863–1939), deutscher Jurist und Kommunalpolitiker, Bürgermeister von Steglitz
- Franz Rehbein (1867–1909), deutscher Arbeiterschriftsteller, Redakteur des Vorwärts
- Isidor Walter (1872–1943), Landesrabbiner Anhalts
- Karl Rosenow (1873–1958), deutscher Heimatforscher in Rügenwalde und Umgebung, Publizist und Museumsgründer
- Walther Zubke (1882–nach 1934), deutscher Jurist und Politiker (DNVP), Stadtverordnetenvorsteher in Köslin, Landtagsabgeordneter
- Winfried Lüdecke (1886–?), deutscher Schriftsteller
- Erich Schmiedicke (1887–1970), deutscher Politiker (NSDAP), Reichstagsabgeordneter
- Ulrich Lewin (1890–1950), deutscher Maler und Graphiker
- Hans Krüger (1902–1971), deutscher Politiker (CDU), Bundesminister
- Lottlisa Behling (1909–1989), deutsche Kunsthistorikerin
- Hans Edgar Jahn (1914–2000), deutscher Journalist, Publizist, Verleger und Politiker (CDU)
- Horst Hildebrandt (1919–1989), deutscher General, zuletzt Inspekteur des Heeres
- Helmut Maletzke (1920–2017), deutscher Maler, Grafiker und Schriftsteller
- Hans Joachim Sell (1920–2007), deutscher Schriftsteller (Pseudonym Nikolaus Steigert)
- Eckart Afheldt (1921–1999), deutscher Brigadegeneral des Heeres der Bundeswehr
- Gerhard Maletzke (1922–2010), deutscher Kommunikationswissenschaftler und Psychologe
- Peter Heinig (1924–1994), deutscher Künstler und Hochschullehrer
- Ulrich Benzel (1925–1999), deutscher Gymnasiallehrer und Märchensammler
- Karl Bertau (1927–2015), deutscher Germanist
- Horst Mann (1927–2018), deutscher ehemaliger Leichtathlet, DDR-Meister im 400-Meter-Lauf
- Christel Steffler (* 1930), deutsche ehemalige Diplomatin
- Dietrich Severin (1935–2019), deutscher Ingenieur, Professor für Förder- und Getriebetechnik
- Renate Fuhrmann (* 1942), deutsche Schauspielerin und Theaterregisseurin
- Dobrochna Jankowska (* 1944), polnische Prähistorikerin
- Kristiane Lichtenfeld (* 1944), deutsche Slawistin und Übersetzerin
- Aleksander Wolszczan (* 1946), polnischer Astronom
- Jacek Gdański (* 1970), polnischer Schachgroßmeister
- Buddy Buxbaum, bürgerlich Bartosch Jeznach (* 1977), deutscher Musiker, Musikproduzent und Rapper
- Jakub Moder (* 1999), polnischer Fußballspieler

### Personen, die in der Stadt gewirkt haben
- Melchior von Doberschütz (erwähnt 1572–1600) war unter Herzog Johann Friedrich von etwa 1577/78 bis 1584 Stadthauptmann von Neustettin und verlor 1584 nach einer politischen Intrige das Amt und um 1590 sein pommersches Vermögen
- Jakob von Kleist († 1625), von 1584 bis 1594 Stadthauptmann von Neustettin, war der Widersacher seines Amtsvorgängers und ein bekannter Hexenjäger. Sein prominentester Fall war die Hexenverfolgung von Elisabeth von Doberschütz.
- Johann Samuel Kaulfuß (1780–1832), Altphilologe, Direktor des Fürstin-Hedwig-Gymnasiums
- Friedrich Wilhelm Kasiski (1805–1881), preußischer Offizier, Kryptograph und Sammler Neustettiner Altertümer
- Friedrich Röder (1808–1870), Direktor des Fürstin-Hedwig-Gymnasiums von 1844 bis 1861, Mitglied der Frankfurter Nationalversammlung
- Hermann Friedrich Christoph Lehmann (1821–1879), Direktor des Fürstin-Hedwig-Gymnasiums von 1861 bis 1879
- Emil Wille (1847–1937), Lehrer am Fürstin-Hedwig-Gymnasium, veröffentlichte zur Geschichte Neustettins